# Macy Gray
Macy Gray (nom de naixement Natalie Renée McIntyre; Canton (Ohio), 6 de setembre de 1967) és una cantant de R&B i soul, actriu, productora i escriptora de cançons americana a la qual se la coneix per la seva característica veu trencada i el seu estil musical clarament influït per Billie Holiday.
Aquesta artista ha fet sis àlbums d'estudi i ha rebut 5 nominacions a Grammy, guanyant una. Ha aparegut en nombroses pel·lícules entre elles Dia de entrenament (Training Day), Spider-Man, Scary Movie 3, Lackawanna Blues, Idlewild and For Colored Girls. Gray és coneguda pel seu single "I Try", del seu album multiplatinum On How Life Is.

## Els primers anys
El nom real de Macy Gray és Natalie Renée McIntyre, ella va néixer a Canton, Ohio. Es la filla de Laura McIntyre, una professora de matemàtiques i de Otis Jones que les va deixar quan Gray era un nadó. El seu padrastre treballava amb acer. La germana de Gray volia dedicar-se a ser professora de biologia.
Macy Gray va començar a fer classes de piano quan tenia 7 anys. El seu nom artístic prové de quan va tenir un contratemps amb la bicicleta i es va trobar amb la bústia d'un home que es deia Macy Gray, al principi aquest nom el feia servir per històries que escrivia i després va decidir que seria el seu nom artístic.
Va anar a la mateixa escola que en Brian Warner (més conegut com a Marilyn Manson) encara que no es coneixien. Més tard va passar per més d'un institut comptant també un internat en el qual la van expulsar pel seu comportament. També va anar a la University of Southern California i allà va estudiar per ser guionista.

## Carrera musical

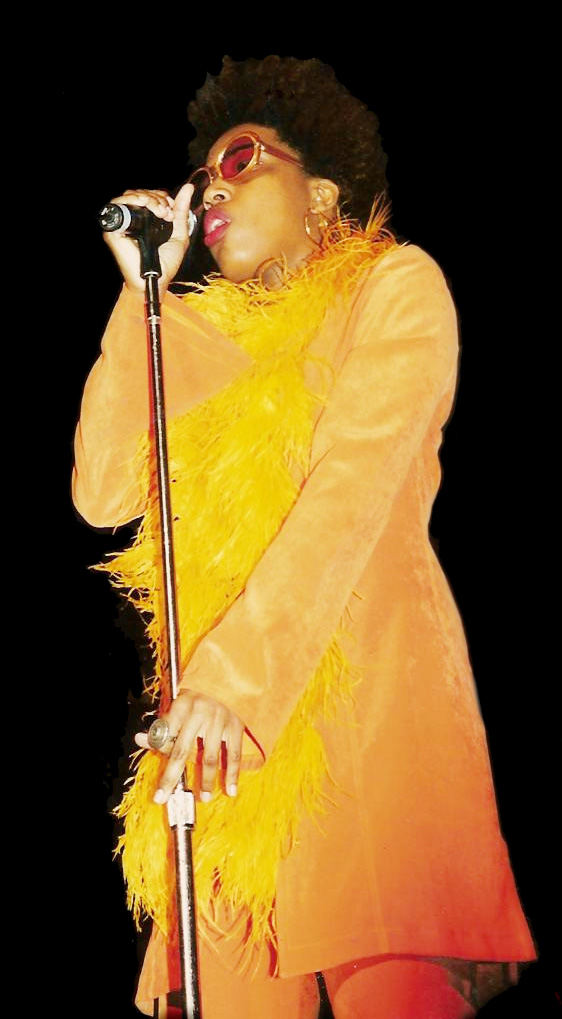
Macy Gray al 1995

Mentre assistia a la University of Southern California, va acceptar escriure cançons per a un amic. Un dia es va programar una sessió de demostració perquè les cançons es gravessin per un altre cantant, però el vocalista no va aparèixer, per la qual cosa Gray ho va gravar.
Després, va conèixer al seu productor-escriptor Joe Solo mentre treballava com a caixer a Beverly Hills. Junts, van escriure un grup de cançons i les van gravar a l'estudi d'en Solo. La cinta de demostració va donar a Gray l'oportunitat de cantar als cafès de jazz de Los Angeles.
Inicialment, Gray no va considerar la seva inusual veu, amb ganes de cantar, però finalment Atlantic Records la va fer signar un contracte.
Ella va començar a gravar el seu disc debut però va ser retirat a la sortida per l'home de A&R, Tom Carolan, que l'havia signada a l'etiqueta. Macy va tornar a Ohio, però el 1997, Jeff Blue, de l'estat de Zomba Publishing Senior VP A&R de Los Angeles, va convèncer-la de tornar a la música i signar en un acord de desenvolupament, gravant noves cançons a partir de les seves experiències de vida, amb un so nou. El 1998, va aconseguir un contracte amb Epic Records. Va actuar en "Love Will not Wait", una cançó en el disc debut dels Black Eyed Peas Behind the Front.

## Vida personal
Gray va estar casada amb Tracy Hinds, un corredor d'hipoteques, durant uns quatre anys, però es van divorciar quan la seva carrera estava a punt de començar. Tenen tres fills: Aanisah, Mel i Happy.
Macy Gray esta diagnosticada amo un trastorn de bipolaritat. Juntament amb la seva veu única, té un aspecte una mica inusual. Mesura 1.80 metres d'alçada, també té els cabells de forma espectacular i a part de la seva carrera era coneguda per perruques sensibles i creatives 
Va obrir l'Acadèmia de Música Macy Gray el 2005. També va fundar una fundació que és diu One by One per families afectades per l'huracà Katrina poguessin tornar a la seva vida anterior.

## Discografia
Albums d'estudi
- On How Life Is (1999)
- The Id (2001)
- The Trouble With Being Myself (2003)
- Big (2007)
- The Sellout (2010)
- Covered (2012)
- Talking Book (2012
- The Way (2014)
- Stripped (2016)

## Filmografia
Llista de series, videojocs, credits i pel·lícules.
| Any       | Títol                       | Paper que interpretava               | Notes                                  |
| 2000      | Ally McBeal                 | A ella mateixa                       | Capitol: "Hope and Glory"              |
| 2000—2001 | Saturday Night Live         | A ella mateixa                       | 2 capitols                             |
| 2001      | SSX Tricky                  | Seeiah Owens (veu)                   | Videojoc                               |
| 2001      | Training Day                | La dona d'en Sandman                 |                                        |
| 2002      | MDs                         | Jess                                 | Capitol: "Wing and a Prayer"           |
| 2002      | Spider-Man                  | A ella mateixa                       | Cameo                                  |
| 2003      | Scary Movie 3               | A ella mateixa                       | Cameo                                  |
| 2003      | Gang of Roses               | Asesina                              |                                        |
| 2003      | When I Was a Girl           | A ella mateixa                       | Capitol: "Singers"                     |
| 2004      | Around the World in 80 Days | Dona francesa dormilega              |                                        |
| 2004      | Lightning in a Bottle       | A ella mateixa                       | Cameo                                  |
| 2004      | American Dreams             | Carla Thomas                         | Capitol: "Real-to-Reel"                |
| 2004      | That's So Raven             | Rhonda                               | Capitol: "Taken to the Cleaners"       |
| 2004      | Blue's Clues                | A ella mateixa                       | Capitol: "Bluestock"                   |
| 2005      | Lackawanna Blues            | Pauline                              | Pel·lícula de televisió                |
| 2005      | The Crow: Wicked Prayer     | Carman                               |                                        |
| 2005      | Shadowboxer                 | Neisha                               |                                        |
| 2005      | Domino                      | Lashandra Davis                      |                                        |
| 2005      | Duck Dodgers                | Diva (veu)                           | Capitol: "Diva Delivery/Castle High"   |
| 2005      | American Dragon: Jake Long  | Avia de Trixis/Señora Jenkinks (veu) | 2 capitols                             |
| 2005      | 1-800-Missing               | Cleo                                 | capitols: "A Death in the Family"      |
| 2006      | Idlewild                    | Taffy                                |                                        |
| 2007      | Macy Gray's Big Special     | A ella mateixa                       |                                        |
| 2009      | Dancing with the Stars      | A ella mateixa                       | Participant a la temporada 9           |
| 2009      | Head Case                   | A ella mateixa                       | Capitol: "The Wedding Ringer"          |
| 2010      | For Colored Girls           | Rose / Lady in Pink                  | El premi Black Reel per millor conjunt |
| 2012      | Percentage                  | Mama Cash                            | Post-producció                         |
| 2012      | The Paperboy                | Anita Chester                        |                                        |
| 2013      | Mama Black Widow            | Hattie Mae                           | Anunciada                              |
| 2014      | The Grim Sleeper            | Margette                             |                                        |
| 2015      | Brotherly Love              | Mrs. Taylor                          |                                        |
| 2015      | November Rule               | Tieta Hildi (Hildiguard)             |                                        |
| 2015      | Where Children Play         | Helen Harrold                        |                                        |
| 2016      | Fuller House                | A ella mateixa                       | Capitol: "Funner House"                |
| 2016      | Papa                        | Agent Sterling                       |                                        |
| 2016      | Cardboard Boxer             | Den Mother                           |                                        |

## Premis i Nominacions
La Macy Gray va guanyar 5 de 17 nominacions, incuint Grammy's, Premis MTV i Premis Brit.
| Premi                   | Any  | Motiu                                                               | Nominada                                                             | Resultat |
| Black Reel Awards       | 2011 | For Colored Girls                                                   | Millor Conjunt                                                       | Guanyat  |
| Brit Awards             | 2000 | Macy Gray                                                           | International Breakthrough Act                                       | Guanyat  |
| Brit Awards             | 2000 | Macy Gray                                                           | Solo d'Artista Femenina Internacional                                | Guanyat  |
| Grammy Awards           | 2000 | Macy Gray                                                           | Millor nou artista                                                   | Nominada |
| Grammy Awards           | 2000 | "Do Something"                                                      | Millor Actuació Femenina Vocal de R&B                                | Nominada |
| Grammy Awards           | 2001 | "I Try"                                                             | Gravació de l'Any                                                    | Nominada |
| Grammy Awards           | 2001 | "I Try"                                                             | Cançó de l'Any                                                       | Nominada |
| Grammy Awards           | 2001 | "I Try"                                                             | Millor Actuació Vocal de Pop                                         | Guanyat  |
| MTV Europe Music Awards | 2000 | On How Life Is                                                      | Millor Àlbum                                                         | Nominada |
| MTV Video Music Awards  | 2000 | "I Try"                                                             | Millor Artista Nou                                                   | Guanyat  |
| MTV Video Music Awards  | 2000 | "I Try"                                                             | Millor Videoclip Femení                                              | Nominada |
| MTV Video Music Awards  | 2000 | "Do Something"                                                      | Millor Direcció Artística                                            | Nominada |
| MTV Video Music Awards  | 2000 | "Do Something"                                                      | Millor Cinematografia                                                | Guanyat  |
| MTV Video Music Awards  | 2001 | "Geto Heaven Remix T.S.O.I. (The Sound of Illadelph)" (with Common) | Breakthrough Video                                                   | Nominada |
| MTV Video Music Awards  | 2001 | "Request + Line" (with The Black Eyed Peas)                         | Millor Video Hip-Hop                                                 | Nominada |
| NAACP Image Awards      | 2006 | Lackawanna Blues                                                    | Actriu Extra a una Pel·lícula de Televisió, Mini-sèrie o un Especial | Nominada |
| Soul Train Music Awards | 2000 | On How Life Is                                                      | Millor Album Femení de R&B/Soul                                      | Nominada |
| Teen Choice Awards      | 2000 | Macy Gray                                                           | Artista Femenina                                                     | Nominada |
| Q Awards                | 1999 | Macy Gray                                                           | Millor Nova Actriu                                                   | Nominada |